# Pouteria maclayana
Pouteria maclayana är en tvåhjärtbladig växtart som först beskrevs av Ferdinand von Mueller, och fick sitt nu gällande namn av Charles Baehni. Pouteria maclayana ingår i släktet Pouteria och familjen Sapotaceae. Inga underarter finns listade i Catalogue of Life.